# بیبی جان
بیبی جان (انگلیسی: Baby John) یک فیلم اکشن و دلهره‌آور هندی به کارگردانی کالیز که به عنوان اقتباسی از فیلم تامیلی، جرقه محصول ۲۰۱۶ عمل می‌کند. این فیلم با بازی وارون دهاوان در نقش اصلی، در کنار کرتی سورش، وامیکا گبی و جکی شروف است.
فیلمبرداری اصلی در اوت ۲۰۲۳ آغاز شد. فیلمبرداری در بمبئی و کرالا انجام شد و تا آوریل ۲۰۲۴ به پایان رسید. موسیقی فیلم توسط اس. تامان ساخته شده است، فیلمبرداری توسط کیران کوشیک و تدوین توسط روبن انجام شده است.
بیبی جان قرار است در ۲۵ دسامبر ۲۰۲۴ اکران شود.

## خلاصه داستان
داستان حول محور یک رئیس پلیس می‌چرخید که برای محافظت از خانواده خود تغییر شکل می‌دهد و به مکان‌های مختلف سفر می‌کند.